# Beaupuy (Lot y Garona)
 Beaupuy  es una población y comuna francesa, en la región de Aquitania, departamento de Lot y Garona, en el distrito de Marmande y cantón de Marmande-Ouest.

## Demografía
| 569 | 585 | 739 | 964 | 1050 | 1028 |
| Para los censos de 1962 a 1999 la población legal corresponde a la población sin duplicidades (Fuente: INSEE [Consultar]) |     |     |     |      |      |